# Monastère Saint-Nicolas d'Arzamas
Le monastère Saint-Nicolas (Свято-Николаевский монасты́рь) est un monastère orthodoxe féminin situé en Russie à Arzamas dans l'oblast de Nijni Novgorod. Il dépend de l'éparchie de Nijni Novgorod de l'Église orthodoxe russe. Il se trouve place de la Cathédrale, la place principale de la ville.

## Histoire
Le monastère est fondé sous Ivan le Terrible en 1580. Il est fondé par un habitant d'Arzamas, Théophilacte Iakovlev, plus tard élevé à la prêtrise. L'on construit d'abord l'église Saint-Nicolas en bois, qui plus tard devient le catholicon d'un monastère féminin. Cette église brûle plusieurs fois. Elle est remplacée par une église de pierre en 1683. Elle est reconstruite après un incendie en 1723.

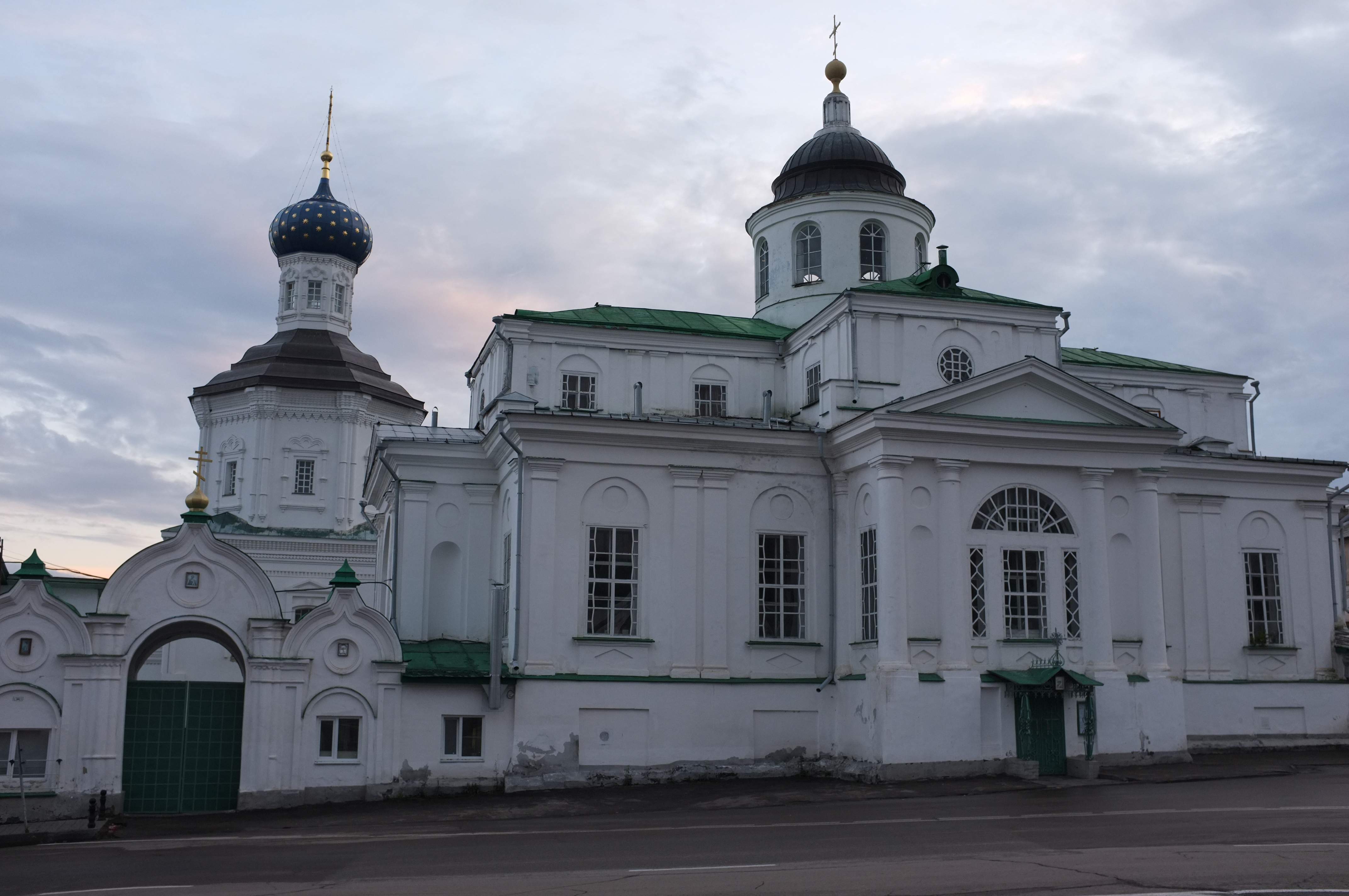
Église de l'Épiphanie.

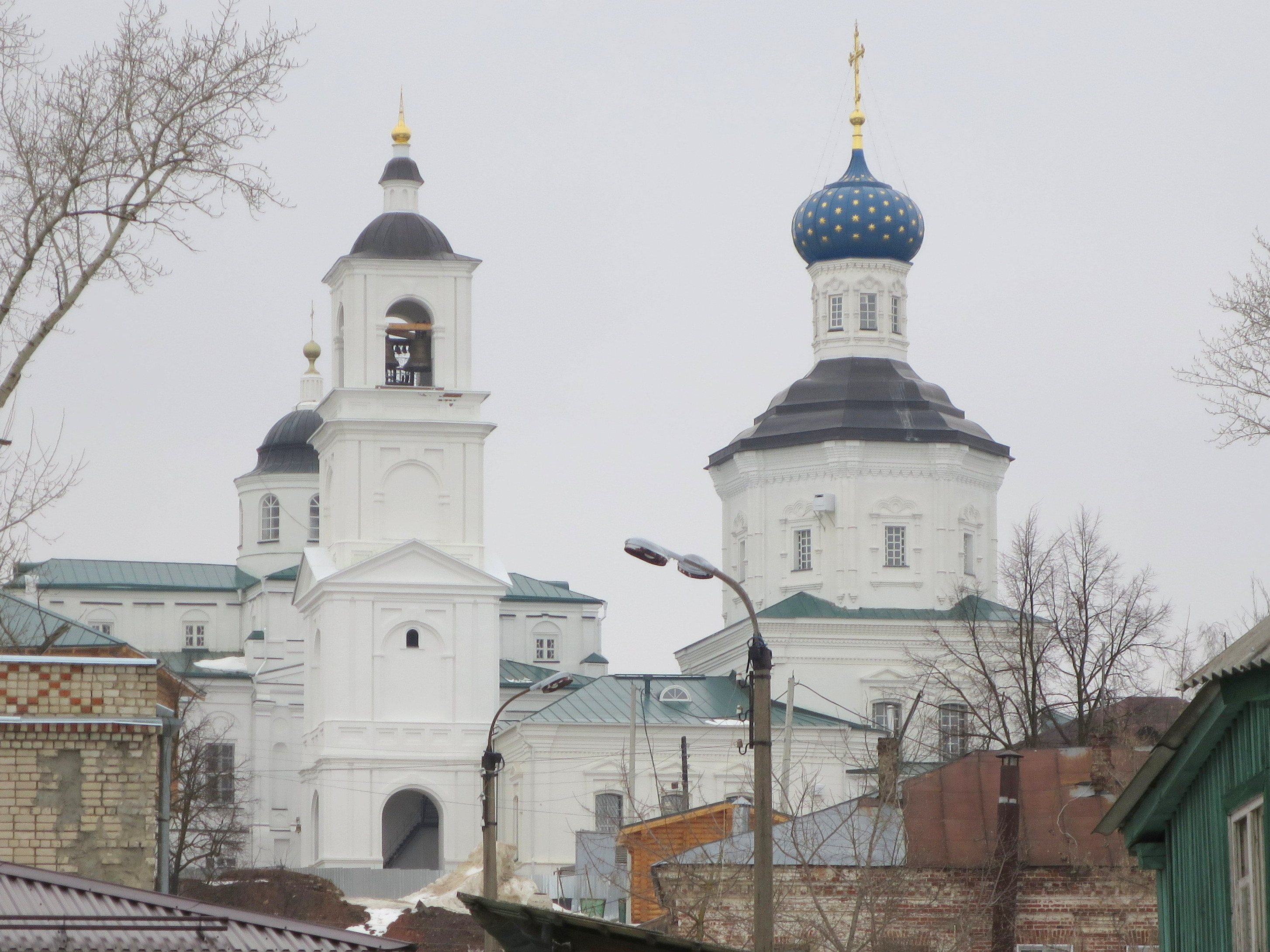
Église Saint-Nicolas.

En 1764, le monastère est enregistré comme monastère de IIIe classe. En 1811, l'église de l'Épiphanie-du-Seigneur remplace des petites églises de bois du monastère. Elle est consacrée en 1813. En 1878, l'église Saint-Nicolas est reconstruite.
Le monastère est fermé par les autorités communistes locales en 1924. Il est rendu à l'Église orthodoxe russe en 1994 d'abord avec une seule église. Cette même année, l'autel de l'église supérieure (chauffée) est consacré en l'honneur de l'Épiphanie. En 1995, c'est au tour de l'autel de l'église inférieure de l'église de l'Épiphanie en l'honneur de la Vierge Consolatrice des Affligés. Vingt-cinq moniales demeurent au monastère.
Le 28 décembre 2017, le métropolite Georges de Nijni Novgorod consacre l'église de l'Épiphanie.
Le monastère reçoit en 2001 l'église Saint-Nicolas qui était l'ancien catholicon. En 2005, l'archevêque Georges dirige des prières à l'église restituée désormais restaurée.